# Källa ödekyrka
Källa ödekyrka eller Källa gamla kyrka är en relativt välbevarad kyrkoruin i Källa socken på Öland, som ligger längs vägen till Källahamn. Kyrkan har fortfarande kvar sitt tak, men dess inre struktur är inte helt bevarad. Under 1800-talets första år revs kyrkans medeltida interiör med valv, tvärmurar och pelare bort. Övrig inredning flyttades senare till Källa nya kyrka. Kyrkans exteriör är däremot ungefär densamma som för 750 år sedan. Långhusets tak av tjärad ekspån har också restaurerats. 
Kyrkan är ovanlig eftersom den ursprungligen byggdes i två våningar i försvarssyfte. På bottenvåningen fanns själva kyrkan, på andra våningen magasin för mat och högst upp skottgluggar för försvar. Öland var genom närheten till havet en orolig plats som behövde försvarsanläggningar. Valven (bjälklagen) mellan våningarna i dagens kyrkoruin har dock delvis rasat in och sedan helt rivits ner. Ödekyrkan ligger idag 500 meter inåt land. När den byggdes låg den närmare kustlinjen.
Namnet Källa socken finns belagt i skrift för första gången 1360. Socknen har fått sitt namn av en hednisk offerkälla, som vid kristendomens införande kristnades och helgades åt S:t Olof, sjöfararnas helgon. En källa i närliggande Källahamn brukar identifieras med den, men 1960 upptäcktes en raserad brunn i den nordvästra delen av kyrkogården. Kristendomen infördes under 1000-talets andra hälft, vilket bland annat framgår av ett par kristna runstenar.

## Historia
Den äldre nedbrunna träkyrkan, som upptäcktes år 1971 vid utgrävningar under dagens kyrka, hade även en kyrkogård. Förutom spår av bränt trä upptäcktes nämligen gravar, orienterade enligt kristen tradition i öst-västlig riktning. Eftersom räderna och plundringarna från Östersjön ökade byggdes under 1100-talet ett försvarstorn i sten. Det hade fem våningar och var högre än den nuvarande. Några våningar hade vardera två kryssvalv i öst-västlig och nord-sydlig riktning. En alltjämt bevarad ingång syns omkring sju meter upp på den västra sidan av tornet. Om det fanns en förbindelse mellan tornet och träkyrkan är oklart. 
Den nuvarande kyrkan med rektangulär plan är en byggnad i kalksten med så kallad skalmursteknik från andra hälften av 1100-talet eller början av 1200-talet, med den slutliga planen, där det anslutande koret är lite smalare än långhuset. Vapenhuset byggdes på den södra sidan och sakristian på nordöstra hörnet av långhuset. 
Det nuvarande taket täcker både resterna av tornet, långhuset och koret. Av valven finns inget bevarat, och lite av den mellanliggande och övre våningen. Resterna av valven är fortfarande synliga vid murverket. Skottgluggarna i golvet syns endast från insidan då utsidan täcks av puts.

## Omgivning
Kyrkogården omges av en mur av kalksten och sandsten. Den är omkring 1,3 meter bred och varierar i höjd mellan 90 centimeter och 1,3 meter i sydväst. I muren finns två portar bevarade. Den södra byggdes 1756 runt en äldre trägrind. Den västra entrén som byggdes år 1827 hade också en föregångare av trä. Båda är gjorda av kalksten och har en trappgavel. I nordöstra delen av kyrkogården finns resterna av flera byggnader. Huruvida detta är resterna av en prästgård är oklart. Emellertid var prästgården innan branden den 28 juni 1630 belägen väster om kyrkan.

## Bildgalleri

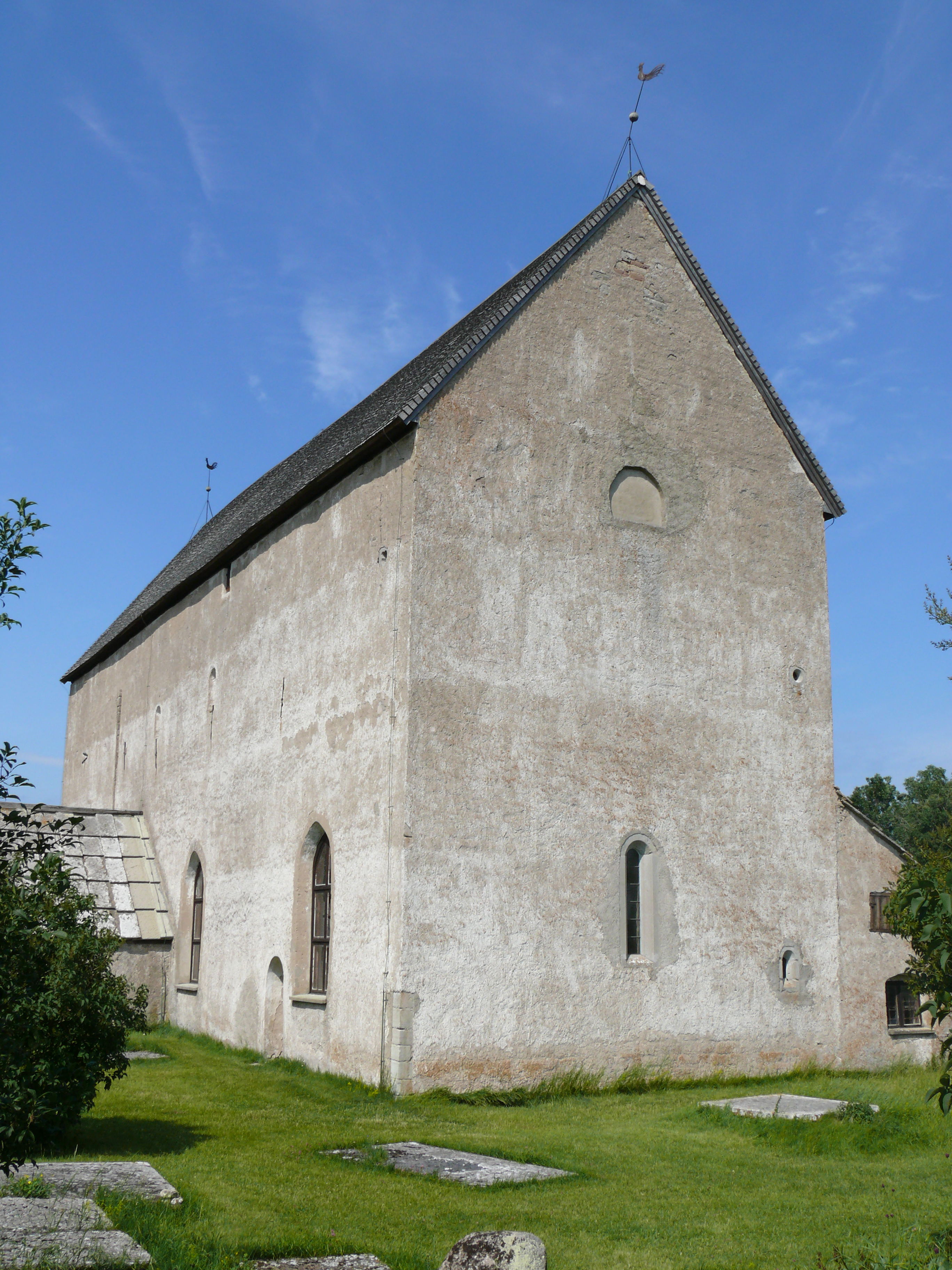
Källa ödekyrka från öster.
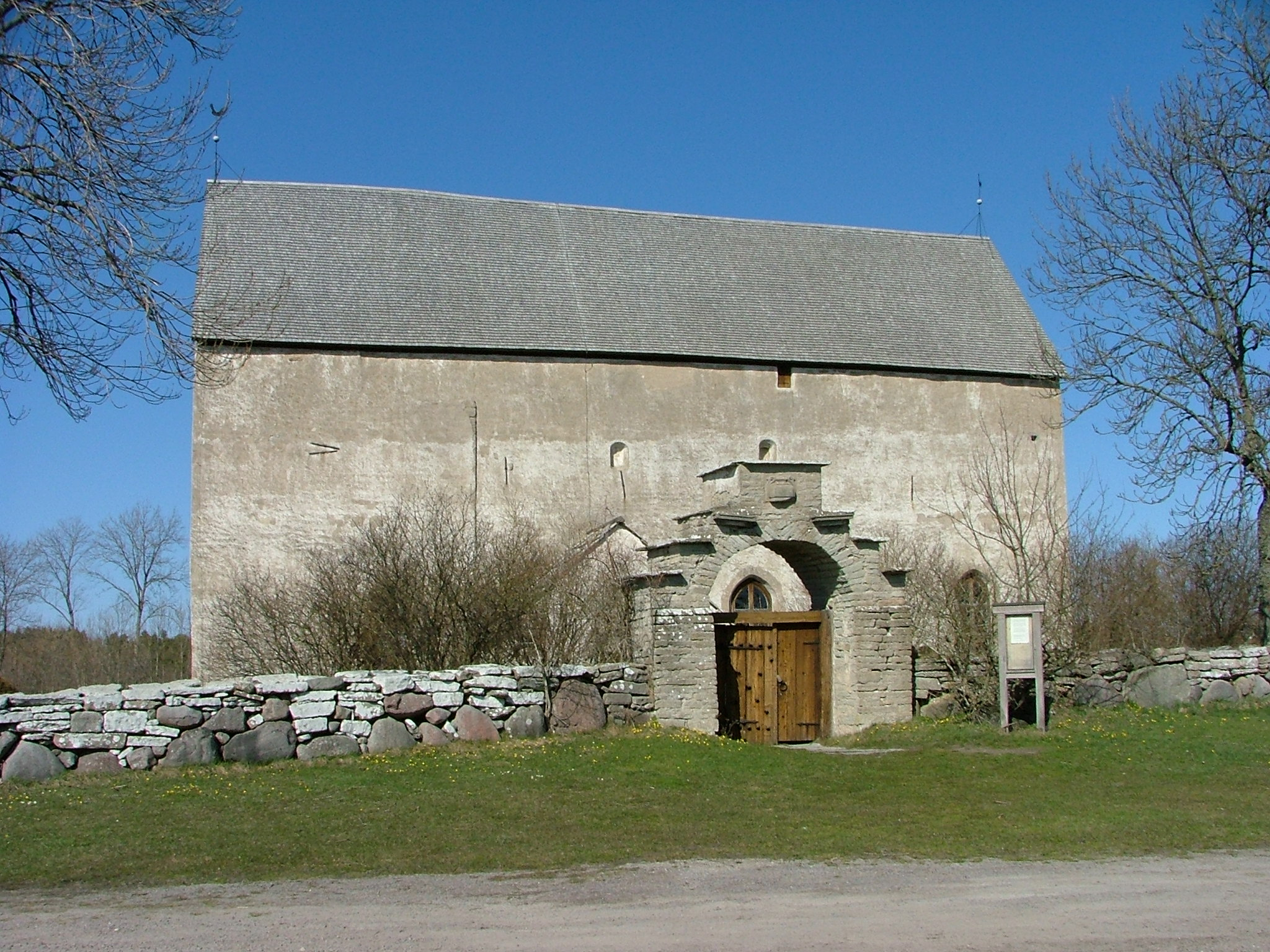
Kyrkan från söder.
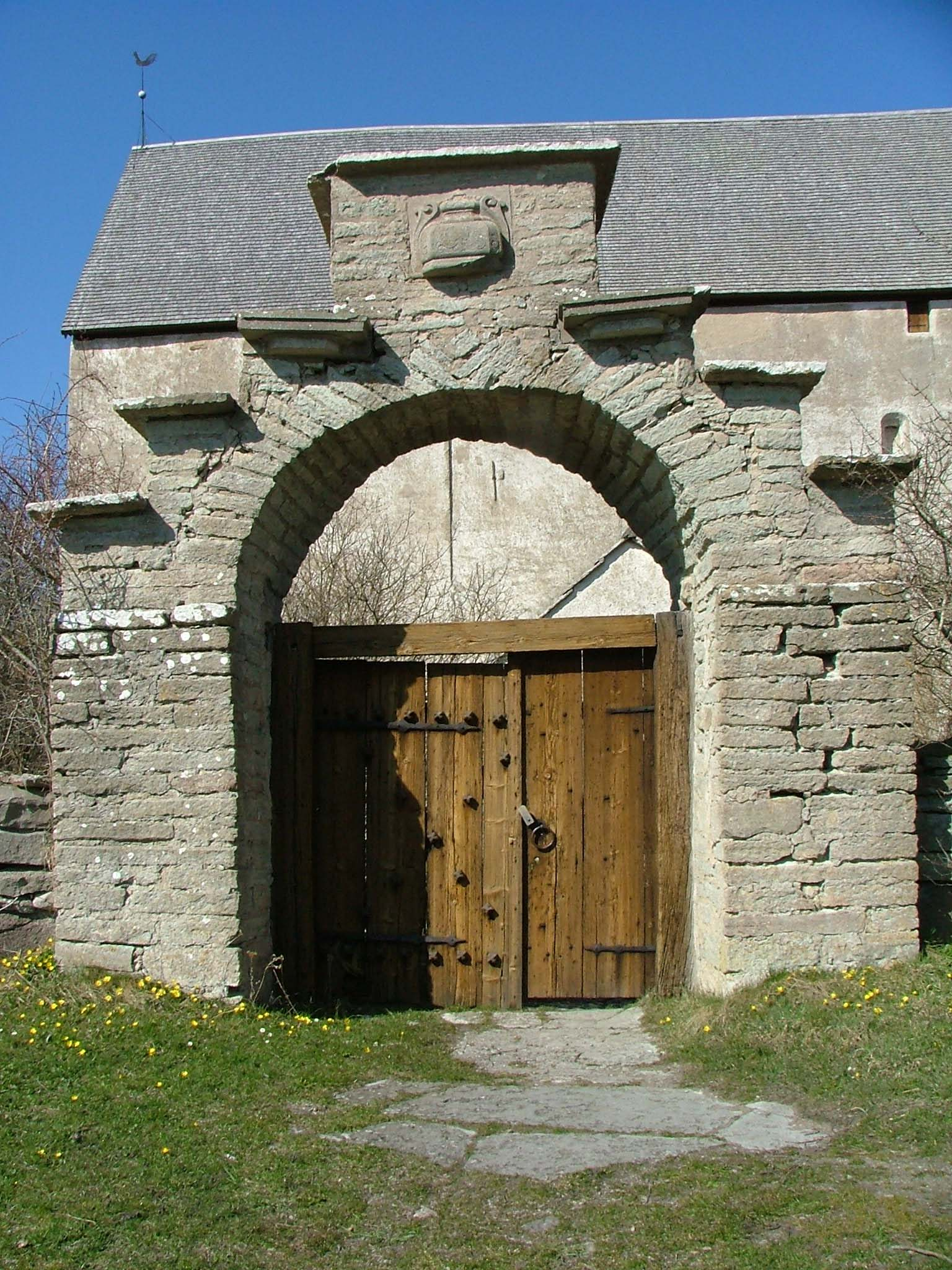
Stiglucka
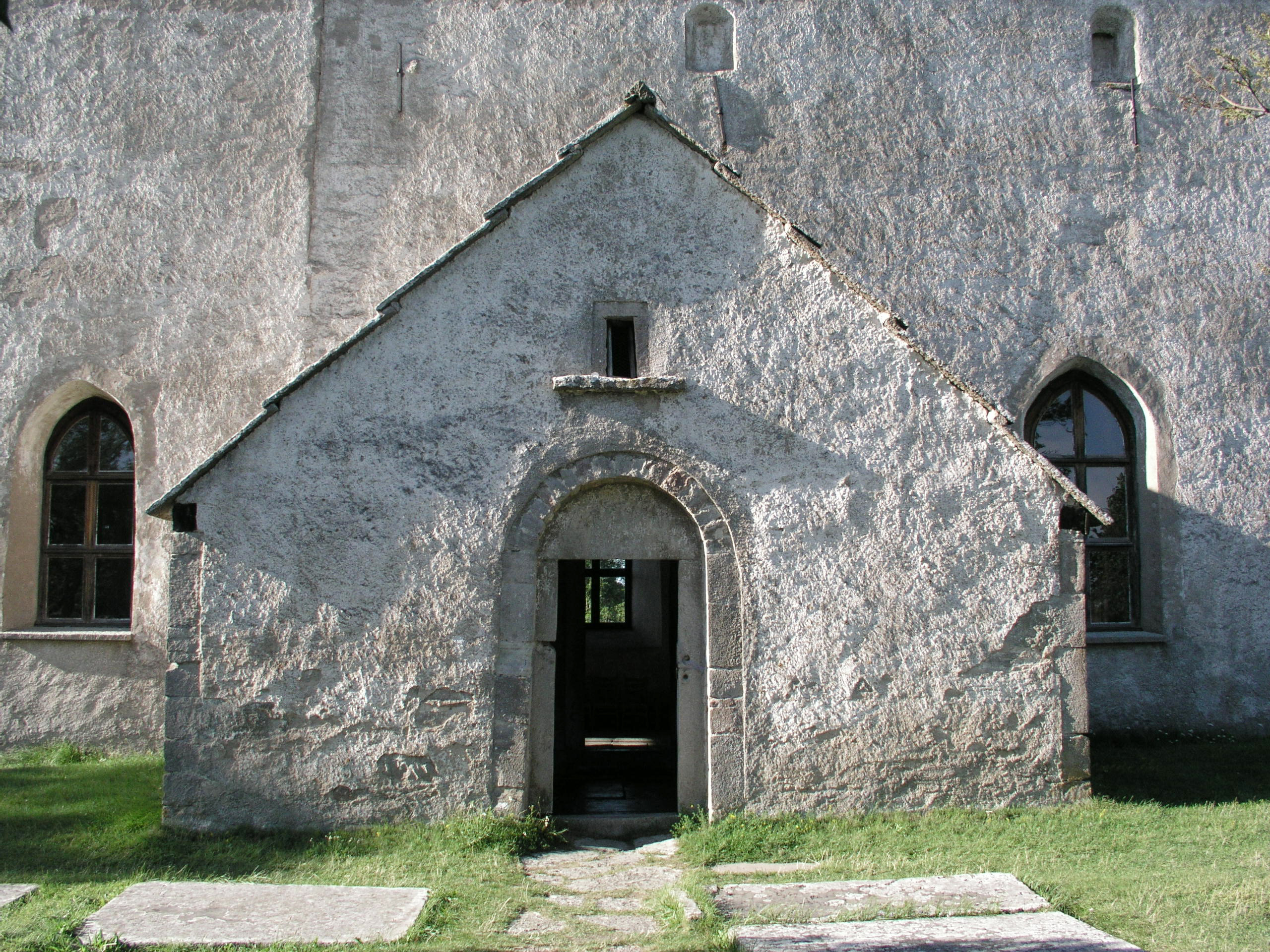
Kyrkans ingång i vapenhuset i söder.
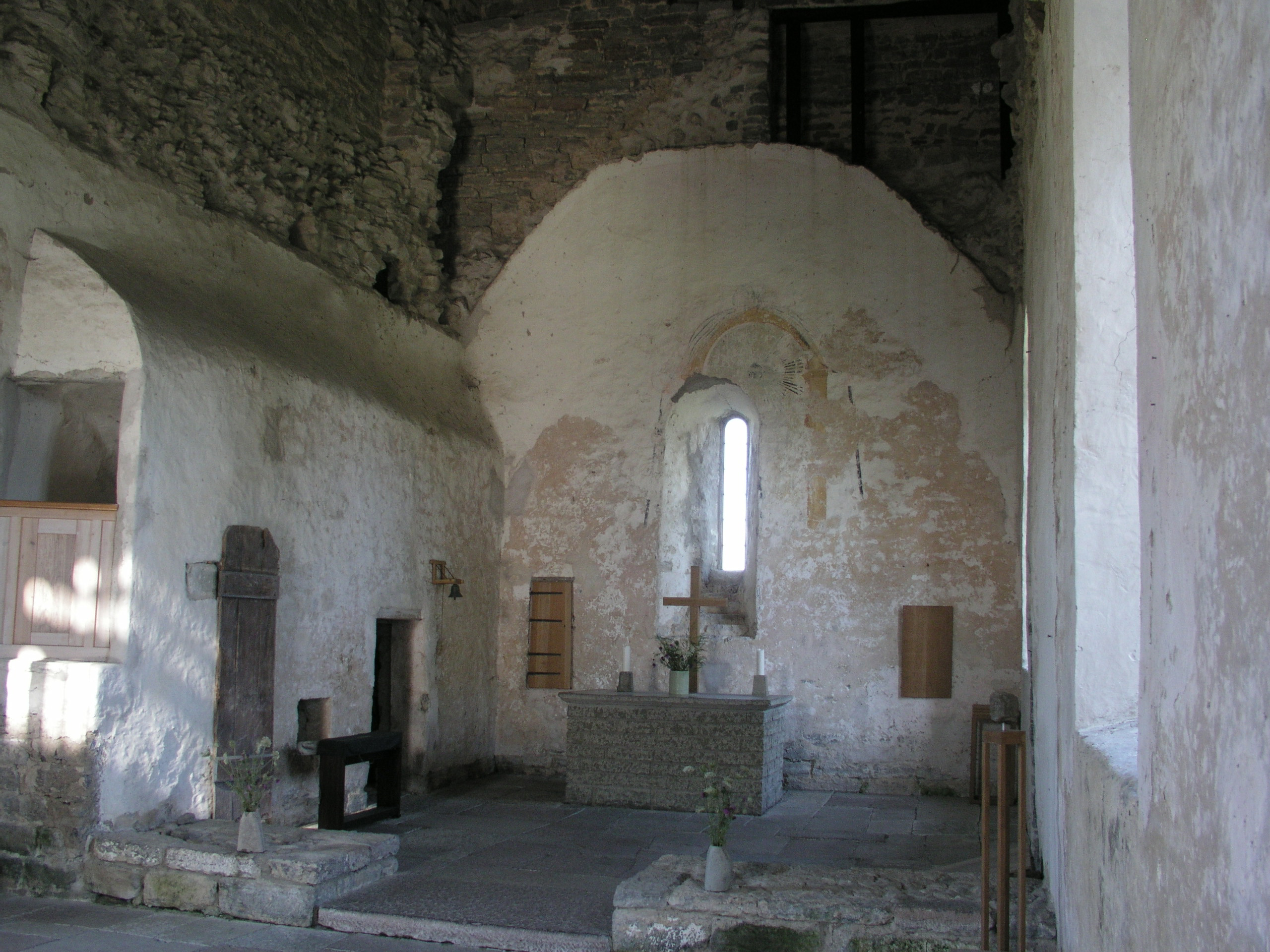
Långhuset mot koret. Lägg märke till att de vitkalkade (vitmålade) murarna visar var kyrksalen i undervåningen och valven tidigare befann sig.
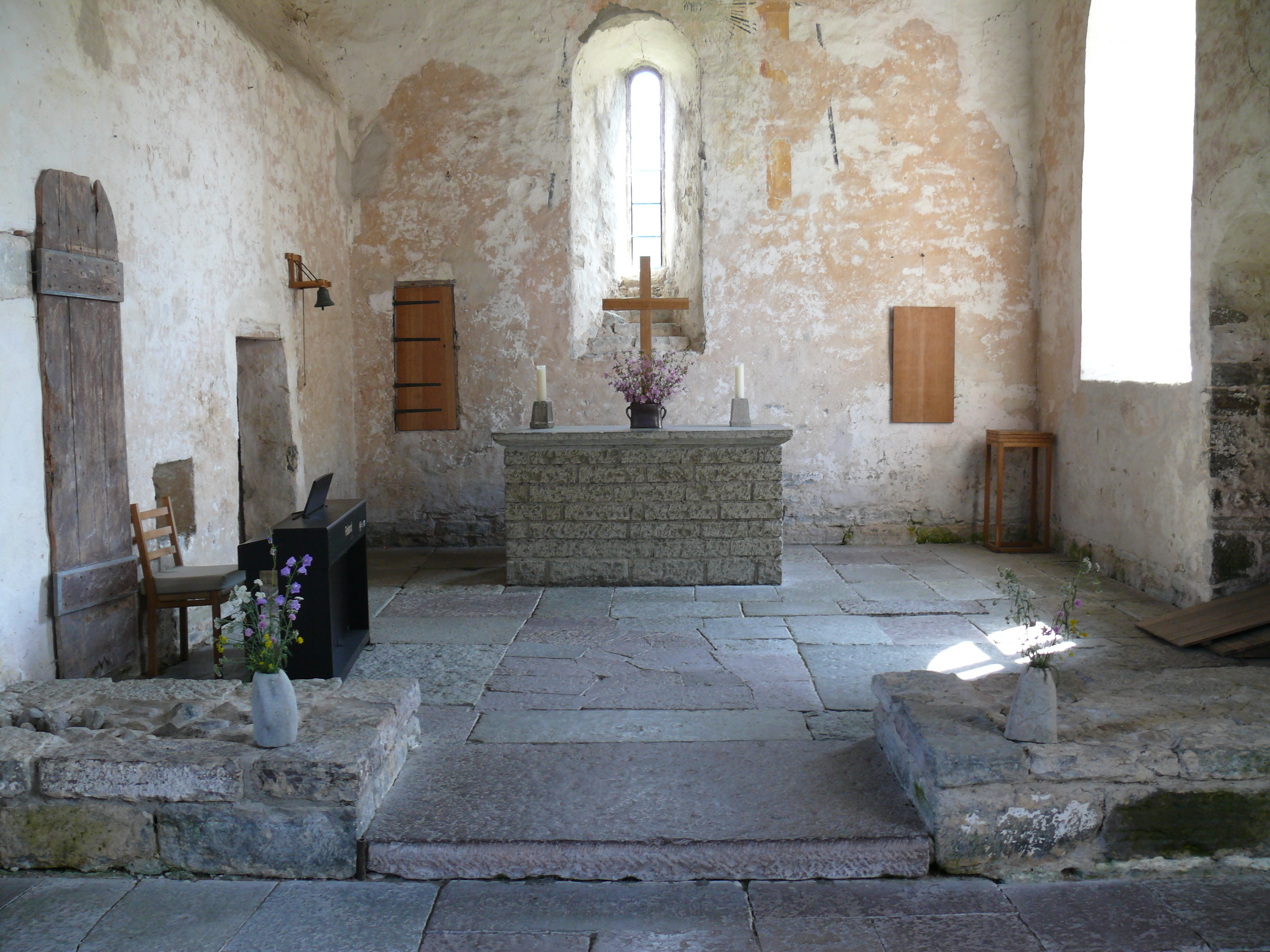
Koret med altaret
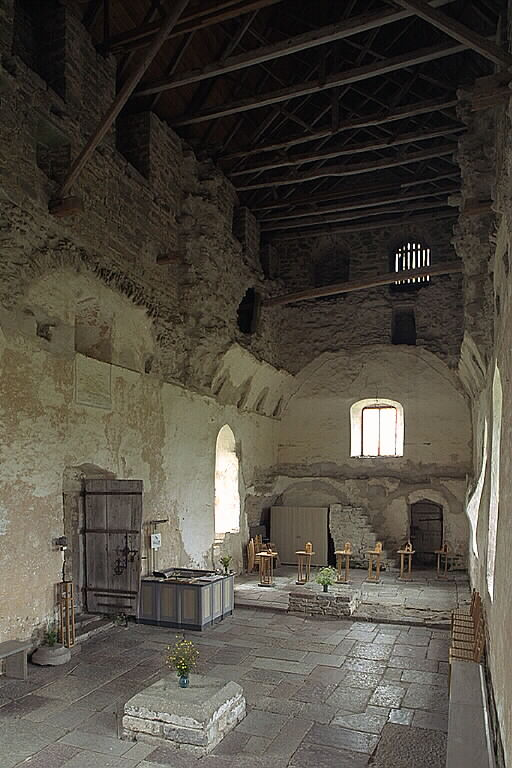
Interiör mot väster
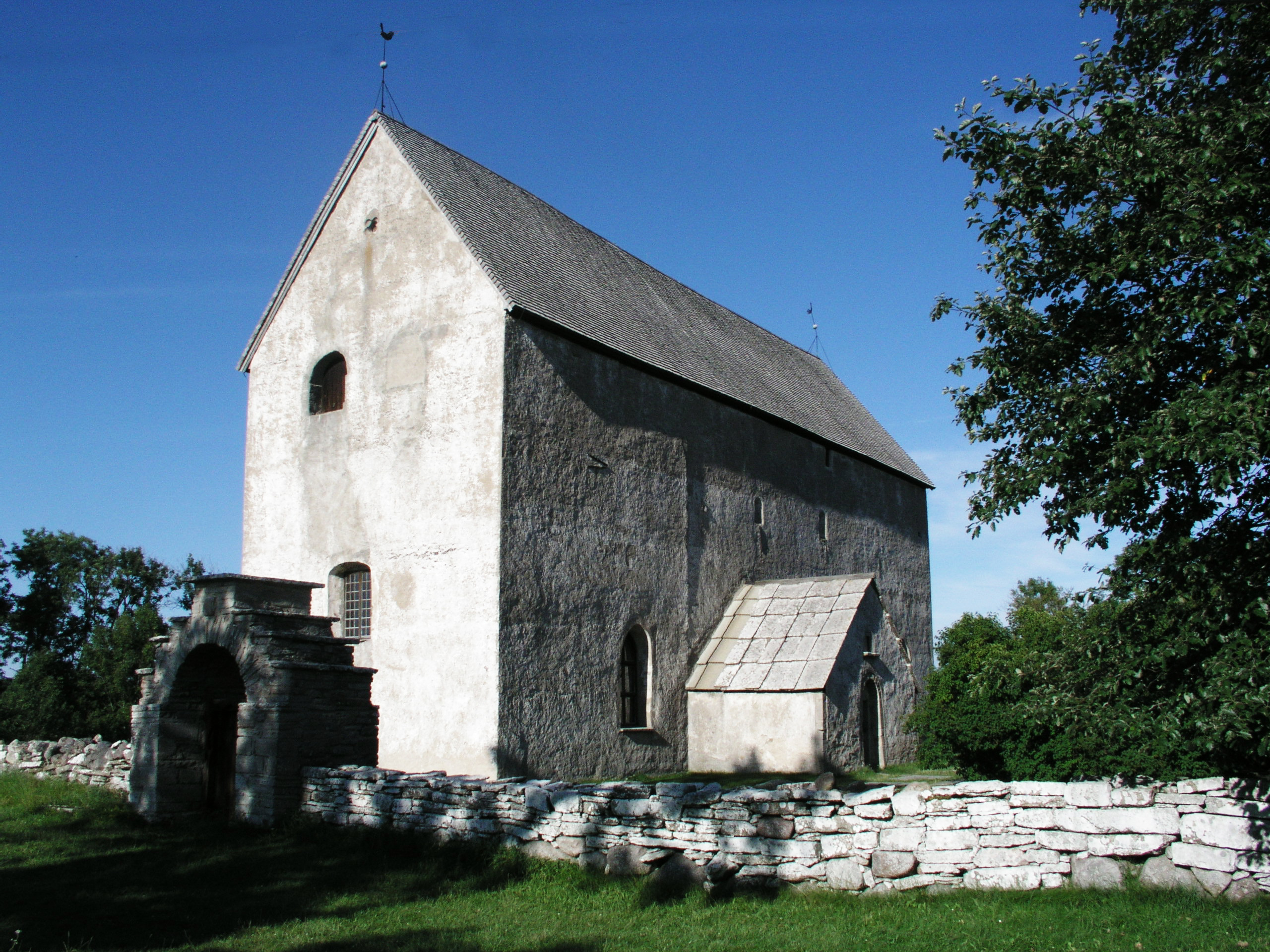
Källa ödekyrka från sydväst.
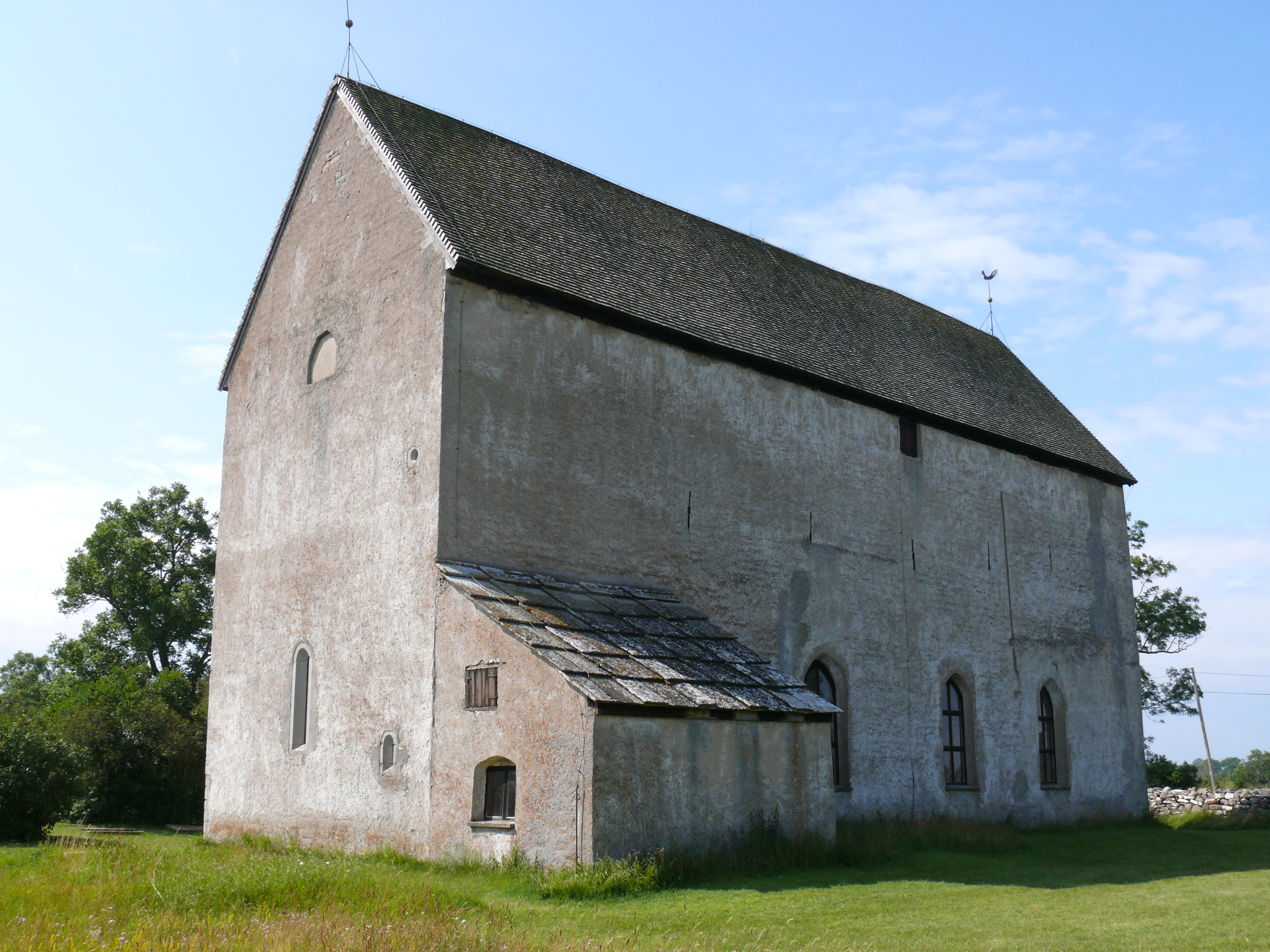
Exteriör från nordöst.
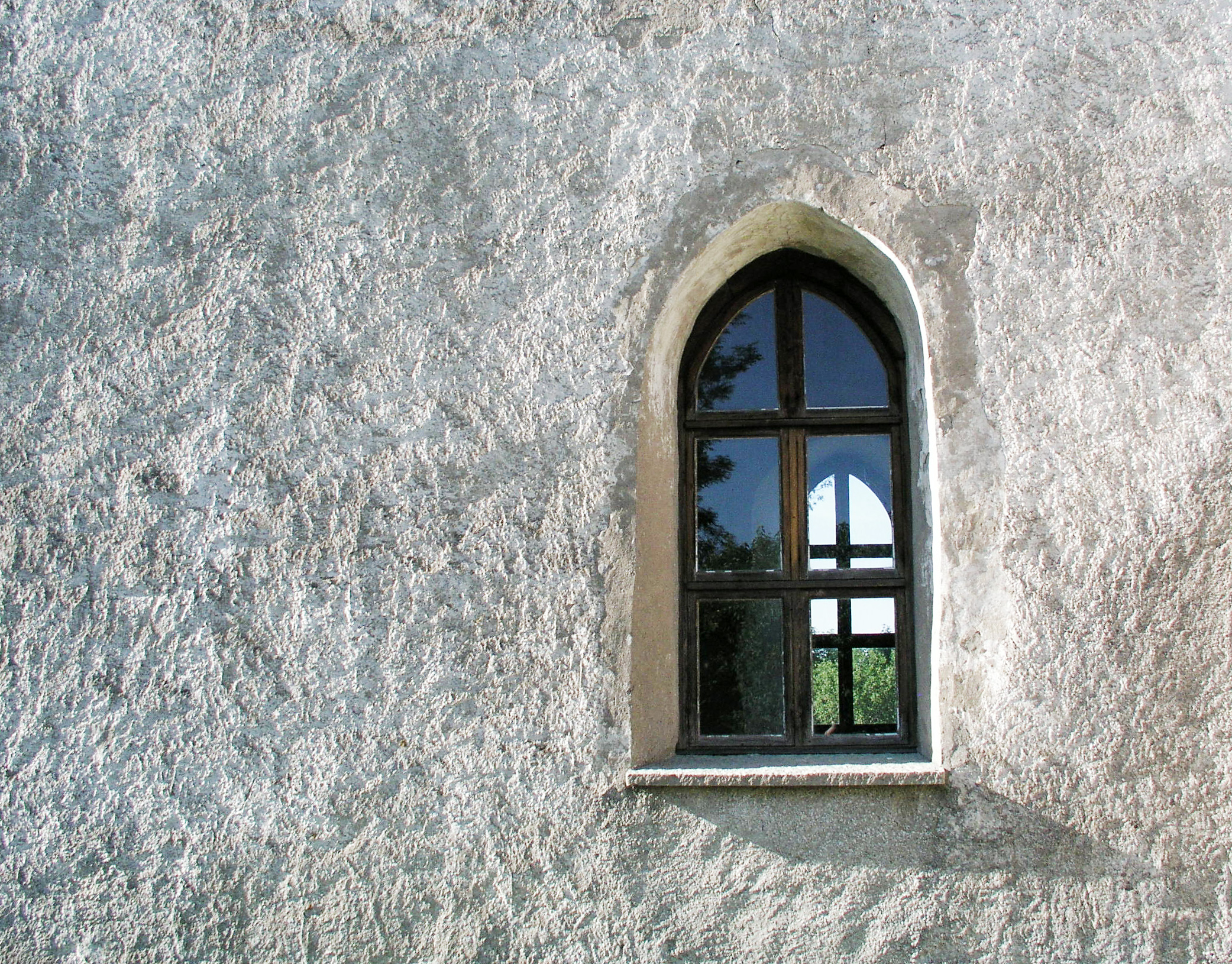
Ett av kyrkans små fönster.
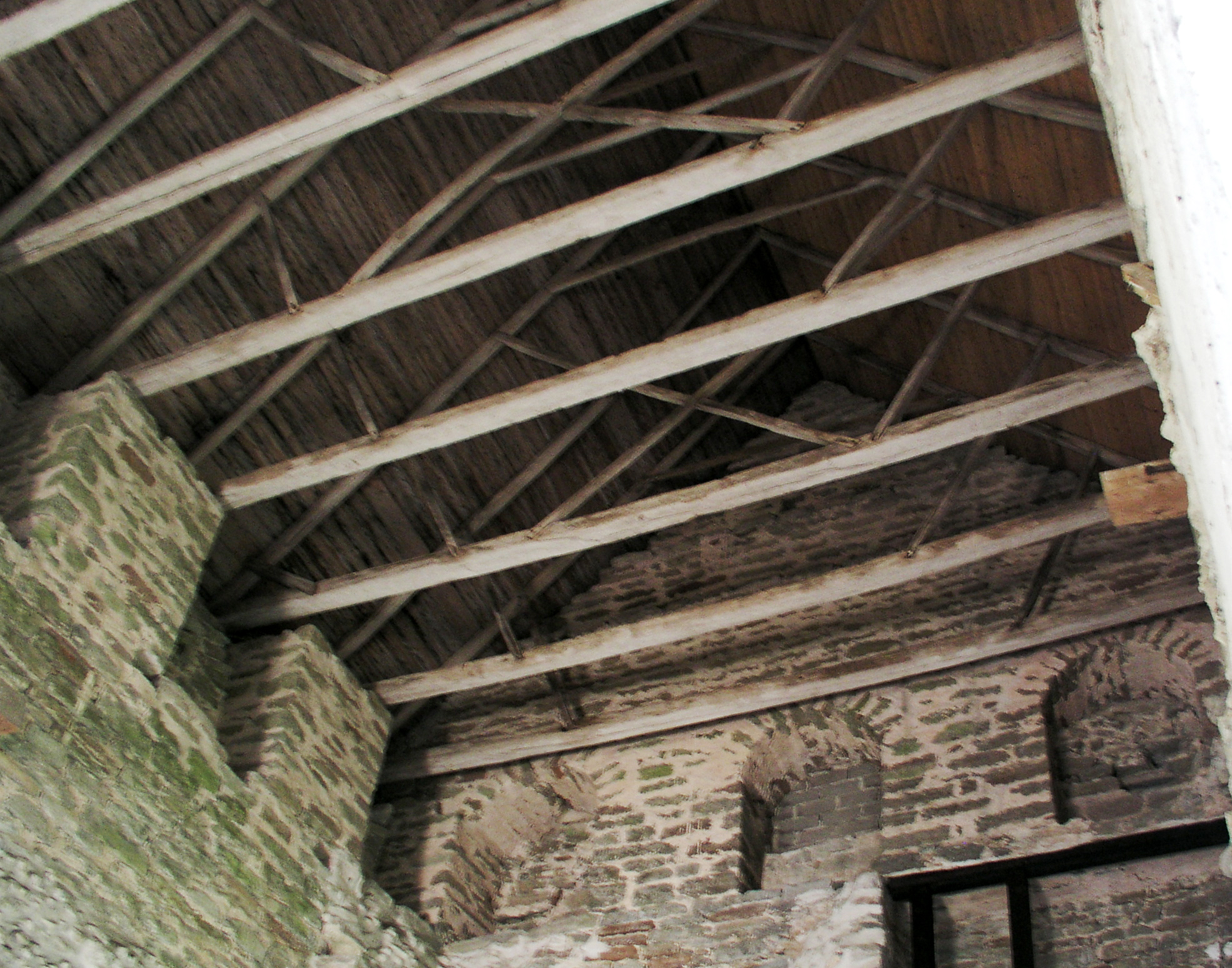
Kyrkans takkonstruktion idag. De igenmurade skottgluggarna i murens krenelering syns här till vänster. Till höger syns istället igenmurade rundbågiga romanska valvöppningar i gavelmuren.